# Haplomacrobiotus
Haplomacrobiotus là một chi của Tardigrada thuộc về họ Calohypsibiidae.

## Loài:[1]
- Haplomacrobiotus hermosillensis May, 1948
- Haplomacrobiotus utahensis Pilato & Beasley, 2005